# Kamienie runiczne w Uppsali

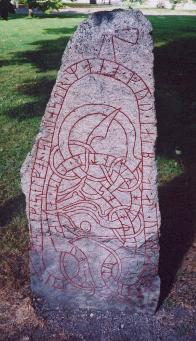
Znajdujący się w parku uniwersyteckim kamień runiczny z Örby, który Vigmund wystawił samemu sobie (U 1011, lewa strona)

Kamienie runiczne w Uppsali występują głównie na terenie katedry oraz na terenie parku uniwersyteckiego. Pojedyncze obiekty można znaleźć także w należących do Uppsali Bälinge, Gamla Uppsala, Vaksala, Vedyxa oraz Viksta.
Kamienie te pochodzą z XI wieku i trafiły na teren katedry i parku głównie w wyniku tego, że Uppsala była jednym z najważniejszych centrów politycznych, religijnych, kulturowych i naukowych Szwecji. Wiele kamieni trafiło na teren katedry w wyniku tendencji do umieszczania ich w chrześcijańskich budowlach sakralnych, jaka miała miejsce po zakończeniu czasów kamieni runicznych. Kamienie te często stawały się materiałem budowlanym świątyń i obecnie są odkrywane w wyniku prac remontowych na terenie katedry i innych budowli sakralnych Uppsali. W wyniku tych procesów na niewielkim terenie (katedra i park uniwersytecki znajdują się niedaleko od siebie) zgromadzone zostało bardzo dużo tego typu zabytków.

## Wybrane kamienie runiczne w Uppsali
W poniższej tabeli kamienie identyfikowane są zgodnie z Samnordisk runtextdatabas.
| Kamień                  | Lokalizacja        | Napis |
| ----------------------- | ------------------ | --- |
| U 489                   | park uniwersytecki | Gullög ufundował most za duszę swej córki Gillögs, którą za żonę miał Ulv. Rytował Öpir.                                                                                                   |
| U 929                   | katedra            | ... ufundował kamień dla Vige, swojego ojca. Runy rytował Ingulv. |
| U 931                   | katedra            | ... zaś Jovurfast ufundował rytowany kamień dla swojego ojca... |
| U 932                   | park uniwersytecki | Mule ... rytowanie tego kamienia dla Svarthövde, swego brata. Åsmund. Ingjald. Mule oraz ... ufundowali rytowanie tego kamienia dla Svarthövde (który mieszkał w) Söderby.                 |
| U 933                   | katedra            | Borga ufundował ten kamień dla Stynbjörna/Torkel dał (wyryć go) dla swojego brata. |
| U 934                   | katedra            | Tore i Rörik (?) i Karl, bracia... |
| U 935                   | katedra            | Tägn (i) Fasthed dało ... swego męża. |
| U 937                   | park uniwersytecki | Tägn i Gunnar wyryli kamienie dla Vädera, sin broder./Persgatan i Klostergatan są na drodze do klasztoru franciszkanów.                                                                    |
| U 938                   | park uniwersytecki | Holmfast ufundował rytowanie tego kamienia dla Igulgera, swojego ojca, oraz Torbjörna. |
| U 939                   | park uniwersytecki | Forkun i Brune kazali wykonać ten znak pamiątkowy dla Igulfasta, ich ojca. |
| U 940                   | park uniwersytecki | Igu1 i Torger kazali wykonać ten kamień, aby upamiętnić Kättilfasta, ich ojca. Duszy jego pomoc. Gillög ####. Öpir radził runy. (#### – oznacza runy nieczytelne; rytownik był niewprawny) |
| U 943                   | park uniwersytecki | Björn i ... kamień ... duszy. |
| U 956                   | Danmark            | Stenhilda ufundowała ten kamień dla/Vidbjörna podróżnika do Grecji, jej męża./Boże i Matko Boska pomóżcie jego duszy./Rytował Åsmund Kåresson                                              |
| U 961                   | Vaksala            | ...ufundował ten kamień dla Kättilbjörna,/jej ojca sin, oraz Runfrida dla swego męża,/oraz Igulfasta opłakiwanego, ale rytował Öpir                                                        |
| U 978                   | Gamla Uppsala      | Sigvid Englandsfararen postawił ten kamień dla Vidjärva, [jego] ojca... |
| U 1011                  | park uniwersytecki | Vigmund ufundował rycie tego kamienia na swoją własną pamiątkę,/najzdolniejszego z ludzi./Boże pomóż kapitańskiej duszy Vigmunda. -/Vigmund i Åfrid ryli ten pomnik, gdy on żył.           |
| U 1061                  | Viksta kyrka       | (tekst nonsensowny) |
| U 1062                  | Viksta socken      | Gångulv(?) i Benvid ufundowali stawienie kamienia ku pamięci Ödbjörna, syna... |
| U 1072                  | Bälinge            | ... Torkel ... i Brandr... rytował Öpir |
| U 1077                  | Bälinge            | ... ku upamiętnieniu Räva. On... |
| Nowo znaleziony 1975 I  | katedra            | Ring (?) i Hulte (i) Fastger oni ufundowali/ (postawienie) kamienia dla Vigmara, ich ojca,/dobrego kapitana statku. Rytował Likbjörn.                                                      |
| Nowo znaleziony 1975 II | katedra            | ... björn (?) i Brand ufundowali wystawienie tego kamienia dla/Karlunga, ich ojca, zaś Kättilbjörn dla/(swego) brata. Runy rytował Öpir.                                                   |